# La Font d'Ou
La Font d'Ou és un paratge del terme municipal de Conca de Dalt, a l'antic terme de Toralla i Serradell, al Pallars Jussà, en territori del poble de Toralla.
Està situat al sud-oest del poble de Rivert, a la dreta de la llaueta de Font d'Ou. És al nord-oest de la partida d'Escauberes, al nord-est de les Planasses, a ponent de lo Balessar, al sud del Seix Curt i al sud-est de Figuerols. Conté la Font d'Ou en el seu extrem nord-occidental i la Cabana de la Font d'Ou a la part nord.